# Walter Hensen
Walter Hensen (* 15. August 1901 in Kiel; † 3. September 1973 in Wedel/Schleswig-Holstein) war ein deutscher Bauingenieur für Wasserbau und 1952 bis 1954 Rektor der Technischen Hochschule Hannover.

## Leben
Hensen legte 1931 an der TH Hannover seine Diplomprüfung ab. Von 1932 bis 1934 war er Regierungsbauführer beim Wasserbauamt Kiel und beim Wasserstraßenamt Hamburg, bevor er bis 1935 als Versuchsingenieur bei der Preußischen Versuchsanstalt für Wasser-, Erd- und Schiffbau in Berlin arbeitete. Von 1935 bis 1949 war er in der Reichs- und Bundes-Wasserstraßenverwaltung als Regierungsbaurat tätig, er wurde 1940 an der Technischen Hochschule Berlin über Die Entwicklung der Fahrwasserverhältnisse in der Außenelbe promoviert. 1947 beförderte man ihn zum Oberregierungsbaurat, 1949 zum Ministerialrat. 1949 erhielt er einen Ruf der Technischen Hochschule Hannover auf den Lehrstuhl für Wasserbau und für die Leitung der Hannoverschen Versuchsanstalt für Grund- und Wasserbau Franzius-Institut. 1957 wurde Walter Hensen aus Indien beauftragt, um ein Gutachten zur Versandungsproblematik der Hafenzufahrt in Kalkutta zu erstellen, die auf den Farakka-Staudamm in Westbengalen zurückzuführen sind. Im Anschluss an die schwere Sturmflut 1962 wurde vom Land Hamburg eine Gutachter-Kommission unter Hensens Leitung eingesetzt, um Empfehlungen zum zukünftigen Hochwasserschutz zu erarbeiten. 1971 wurde Hensen emeritiert.

## Auszeichnungen und Ehrungen
- 1954: Ordentliches Mitglied der Braunschweigischen Wissenschaftlichen Gesellschaft
- Ehrendoktorwürde

## Schriften (Auswahl)
- Denkschrift des RVM in deutscher und französischer Sprache sowie Entwurf von Dipl. Ing. Walter Hensen. Sonderdruck aus: Deutsche Wasserwirtschaft. Heft 3, 1937. In: Bundesarchiv R 5/1663 (Archiv des Reichsverkehrsministeriums – Binnenschifffahrt und Seeverkehr, Elbe und Nebenflüsse)
- Die Entwicklung der Fahrwasserverhältnisse in der Außenelbe. Dissertation TH Berlin, 1940. In: Jahrbuch der Hafenbautechnischen Gesellschaft. Band 18. Springer, Berlin 1941.
- Sondermodellversuche für die untere Ems. Hannoversche Versuchsanstalt für Grundbau und Wasserbau, Hannover 1956.
- Modellversuche für die Unterweser und ihre Nebenflüsse. Hannoversche Versuchsanstalt für Grundbau und Wasserbau Franzius-Institut der Technischen Hochschule Hannover.
- Die Berechnung von Tidewellen in Tideflüssen. Beschreibung und Kritik verschiedener Verfahren. In: Die Küste. Heft 7. Kuratorium für Forschung im Küsteningenieurwesen, 1958.
- Lehren für Wissenschaft und Praxis aus der Nordsee-Sturmflut am 16./17. Februar 1962. Vandenhoeck & Ruprecht, Göttingen 1964.